# DebConf
Die DebConf ist eine jährlich stattfindende Konferenz, auf der sich Entwickler des Betriebssystems Debian treffen und über die zukünftigen Entwicklungen des Betriebssystems diskutieren. Neben Workshops und Vorträgen nutzen Entwickler die Möglichkeit, gemeinsam an der Software zu arbeiten.
Dies wurde seit der DebConf 2003 in Oslo durch das DebCamp verstärkt, indem vor der DebConf Räumlichkeiten und Infrastruktur zur Verfügung gestellt werden.

## Geschichte
Die erste DebConf wurde 2000 einberufen, um Debianentwickler und fortgeschrittene Anwender an einem Platz zu einem gemeinsamen Zeitpunkt mit dem gemeinsamen Ziel, freie Software voranzubringen, zu vereinen. Die Veranstaltung sollte auch Personen, die keine Debianenthusiasten sind, sich aber mit freier Software und deren Umfeld beschäftigen, als Treffpunkt dienen.
Mit 555 Teilnehmern aus 52 Ländern war die DebConf 2015 in der Jugendherberge Heidelberg das bisher größte Treffen.

## Inhalte
Wie unter anderem dem Bericht der DebConf 10 zu entnehmen ist, drehen sich die Workshops und Vorträge nicht ausschließlich um Debian und die damit verbundenen Ziele und Probleme, sondern greifen auch Themen wie zum Beispiel die GPL und andere Lizenzen, freie Software, andere Linux-Distributionen und aktuelle Interessen der Nutzer auf. Somit ist die Konferenz nicht nur für Debianentwickler und Anwender von Interesse.
Da andere Debian-Derivate, wie zum Beispiel Ubuntu, von dieser Konferenz profitieren, nehmen auch Entwickler und Sponsoren dieser Distributionen daran teil. So ist auch Mark Shuttleworth  mehrfach auf der DebConf als Redner anwesend gewesen.
Durch die internationalen Teilnehmer konnten auch im Bereich der Lokalisierung Fortschritte erzielt und Debian in weiteren Länder zugänglich gemacht werden. Unterstützung findet die DebConf bei der Free Software Foundation.

## Veranstaltungsorte

DebConf15, Heidelberg 2015

| DebConf0  | 2000 | 5. – 9. Juli         | Bordeaux, Frankreich                |
| DebConf1  | 2001 | 2. – 5. Juli         | Bordeaux, Frankreich                |
| DebConf2  | 2002 | 5. – 7. Juli         | Toronto, Kanada                     |
| DebConf3  | 2003 | 18. – 20. Juli       | Oslo, Norwegen                      |
| DebConf4  | 2004 | 26. Mai – 2. Juni    | Porto Alegre, Brasilien             |
| DebConf5  | 2005 | 10. – 17. Juli       | Helsinki, Finnland                  |
| DebConf6  | 2006 | 14. – 22. Mai        | Oaxtepec, Mexiko                    |
| DebConf7  | 2007 | 17. – 23. Juni       | Edinburgh, Schottland               |
| DebConf8  | 2008 | 10. – 16. August     | Mar del Plata, Argentinien          |
| DebConf9  | 2009 | 24. – 30. Juli       | Cáceres, Spanien                    |
| DebConf10 | 2010 | 1. – 7. August       | New York, USA                       |
| DebConf11 | 2011 | 24. – 30. Juli       | Banja Luka, Bosnien und Herzegowina |
| DebConf12 | 2012 | 8. – 14. Juli        | Managua, Nicaragua                  |
| DebConf13 | 2013 | 11. – 18. August     | Vaumarcus, Schweiz                  |
| DebConf14 | 2014 | 23. – 31. August     | Portland (Oregon), USA              |
| DebConf15 | 2015 | 15. – 22. August     | Heidelberg, Deutschland             |
| DebConf16 | 2016 | 2. – 9. Juli         | Kapstadt, Südafrika                 |
| DebConf17 | 2017 | 6. – 12. August      | Montreal, Kanada                    |
| DebConf18 | 2018 | 29. Juli – 5. August | Hsinchu, Taiwan                     |
| DebConf19 | 2019 | 21. – 28. Juli       | Curitiba, Brasilien                 |
| DebConf20 | 2020 | 23. – 29. August     | Online (wegen COVID-19)             |
| DebConf21 | 2021 | 24. – 28. August     | Online (wegen COVID-19)             |
| DebConf22 | 2022 | 17. – 24. Juli       | Prizren, Kosovo                     |
| DebConf23 | 2023 |                      | Kochi, Indien                       |
| DebConf24 | 2024 | 28. Juli – 4. August | Busan, Südkorea                     |
| DebConf25 | 2025 | 14.–21. Juli         | Brest, Frankreich                   |